# Julien Labrousse
Julien Labrousse, né le 9 octobre 1977 est un entrepreneur et architecte français, il est notamment propriétaire et dirigeant de deux théâtres parisiens l’Élysée Montmartre et Le Trianon. Il est spécialisé dans la requalification de lieux culturels.
Labrousse possède et exploite une société appelée Policronica, qui est un studio d'architecture et de design,.

## Principales réalisations
Ses principales réalisations sont des bâtiments culturels parisiens.

### L’Hôtel du Nord
En 2005, il rachète et reforme lourdement l’Hôtel du Nord, bâtiment inscrit aux monuments historiques, lieu qui est connu pour avoir inspiré le film homonyme Hôtel du Nord de Marcel Carné de 1938.

### Le Théâtre du Trianon
En 2009, il rachète avec Abel Nahmias, le Théâtre du Trianon dans le 18e arrondissement. Il réalise une lourde restauration du bâtiment, axée principalement sur l'insonorisation et la mise aux normes de sécurité.

### L’Élysée Montmartre
Détruit à la suite d'un important incendie en mars 2011, il rachète le bâtiment de l'Élysée Montmartre en 2014. Pour la seconde fois, Julien Labrousse réalise la reprise et la reconstruction d’une salle de spectacle à Paris, il défend une architecture classique décalée et réalise la reconstruction complète de la salle. L’Élysée Montmartre a été un ouvrage complexe, ce projet réalisé avec la collaboration de Jérôme Friant et Antoine Fontaine, et a nécessité le décaissement de 12 000 m3 de terre, la réalisation de 180 pieux et 250 tonnes d’acier. Ce chantier titanesque aura duré 2 ans et demi.

### Palacio do Grilo
En 2018, Labrousse transforme le Palacio do Grilo en theatre performatif, avec un restaurant qui ouvre en juin 2022,. En 2022, Labrousse réalise l’architecture et le design mobilier du palais, et en 2023, le projet est récompensé par le prix Versailles,.

### Autres réalisations
- Galerie LHK, Paris, 2006[13]
- Chacha, Paris, 2008[14]
- Palacio do Grilo, Lisbonne, 2022[15]

## Prix et distinctions
En 2023, le projet du "Palacio do Grilo", a été lauréat du Prix de Versailles - le Prix mondial de l'UNESCO pour l'architecture et le design (Versailles_Prize),.
Son travail sur l’hotel Élysée-Montmartre est finaliste dans la catégorie Intérieur d’hôtel et de court séjour du Prix de Dezeen 2024. En 2025, le travail de Labrousse sur l’Hotel Élysée-Montmartre a reçu le prix ArchDaily’s Building of the Year dans la catégorie Hospitality Architecture.

## Vie personnelle
Julien Labrousse est né et a grandi à Paris, il commence sa vie professionnelle très jeune, en montant différentes petites entreprises, il réalise également plusieurs courts métrages et clips musicaux. Il s’intéresse très rapidement à l’architecture, environnement dans lequel il baigne depuis son jeune âge, son père et sa mère étant éditeurs de livre d’architecture.

## Approche professionnelle
Julien Labrousse a voyagé et a exercé plusieurs métiers. Il a la particularité d’être maître d’ouvrage, maître d’œuvre, producteur et exploitant sur l’ensemble des projets,,.